# Czerwony Rynek w Łodzi
Czerwony Rynek w Łodzi – osiedle mieszkaniowe, wraz z pawilonami handlowymi, usługowymi oraz dwa place targowe znajdujące się w miejscu wcześniejszego rynku dawnej osady Nowe Chojny. 
Czerwony Rynek położony jest po wschodniej stronie ulicy Rzgowskiej, między ulicami Leczniczą a Broniewskiego. Rynek (a także bardzo liczne sklepy, bary, banki, apteki i punkty usługowe) służy jako miejsce zakupów dla mieszkańców sąsiednich osiedli.

## Historia

### Królestwo Polskie
Pod koniec XIX wieku Dąbrowa – wówczas podłódzka wieś – zaczęła się bardzo intensywnie urbanizować. Powstały zakłady przemysłowe, nastąpiła parcelacja lasów i pól oraz ziem należących do chłopów. W jej rezultacie powstało drugie co do wielkości przedmieście Łodzi, którego centralnym placem był Czerwony Rynek.
Sam rynek powstał około roku 1900, kiedy osada Nowe Chojny (zwana też niekeidy Dąbrówką) zaczęła szybko się rozbudowywać, dzięki czemu wzrosła liczba jej ludności. W 1909 roku przy ulicy Rzgowskiej 74 otwarto kinematograf Orion. Charakterystyczna architektura budynku zachowała się do dziś.
Jeden z właścicieli działek przy ul. Rzgowskiej, nazwiskiem Hüttman (albo Hüttma), wydzielił część swojego gruntu i zorganizował tam targowisko, pobierając opłaty od sprzedających. Granice obszaru tego rynku wyznaczają zachowane do dziś domy: narożny przy ul. Rzgowskiej 68 i przy ul. Łącznej 32. Obecnie w miejscu tego targowiska znajduje się stacja benzynowa oraz wysoki blok przy ul. Łącznej 28.

### II Rzeczpospolita

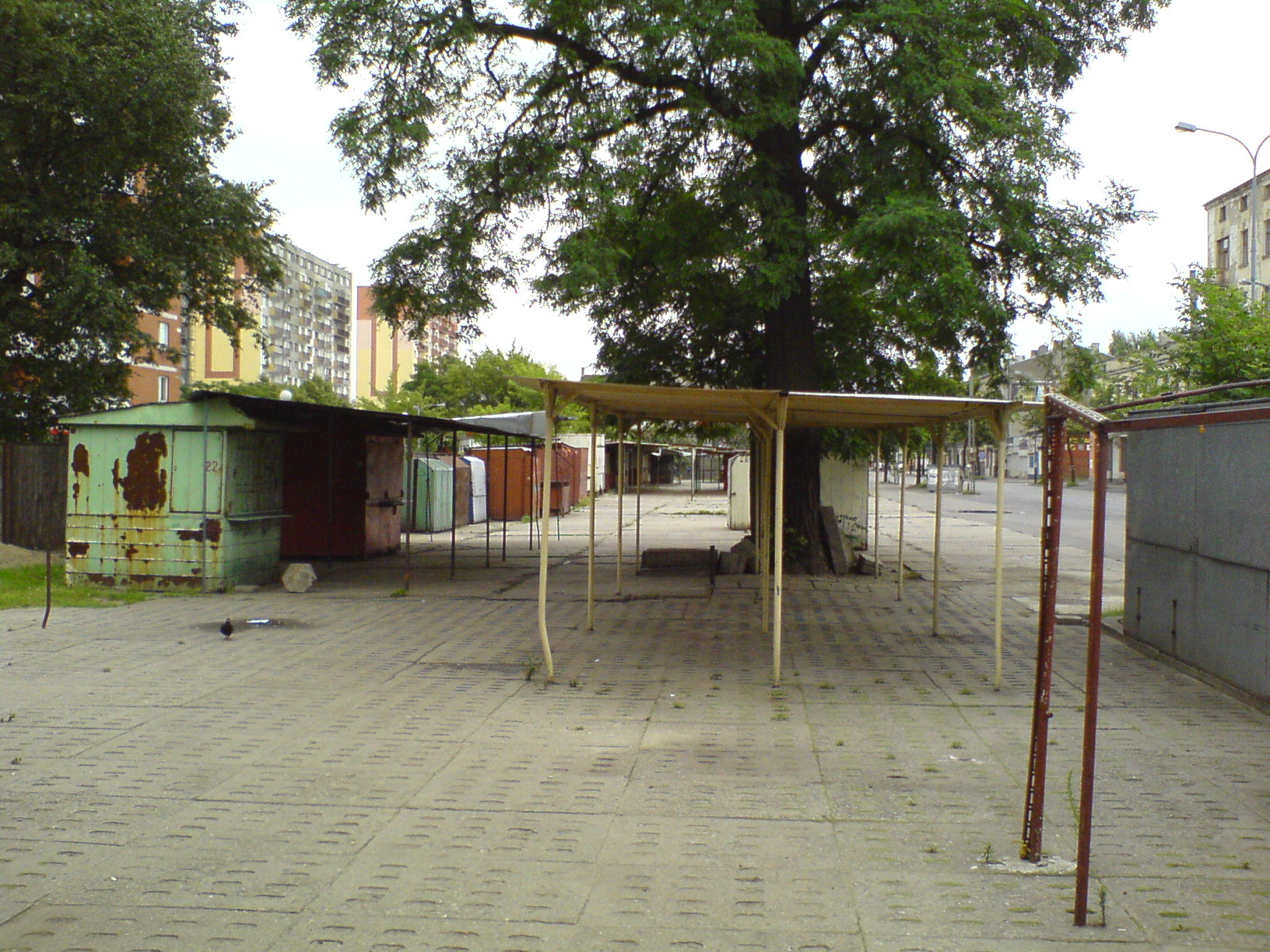
Część północna Rynku przed przebudową w lipcu 2007

Targowisko nosiło nazwę Rynku Hittmana (od spolszczonego nazwiska Hüttman) jeszcze na planach miasta sprzed 1923 roku. Na planach z 1923 i 1925 oznaczone już było tylko jako Rynek (bez nazwy).
W 1933 pojawiła się już nazwa Rynek Czerwony. Jedna z wersji mówi, że nazwa nadana została z inicjatywy radnych PPS-u, dla podkreślenia robotniczego, proletariackiego charakteru dzielnicy Chojny. Wśród miejskich legend spotyka się i taką, że nazwa „Czerwony” pochodzi od koloru krwi i związana jest z pacyfikacją manifestacji robotniczej dokonaną w 1905 przez carskich kozaków, którzy ponoć «zostawili na rynku zwłoki pięciu bojowców, żeby zastraszyć łodzian».

### Polska Ludowa
W latach 1955–1970 w soboty na rynku odbywał się tzw. perski jarmark, na którym można było kupić, sprzedać lub wymienić monety i odznaki, znaczki pocztowe, stare książki i mapy, klamki, krany, wyłączniki elektryczne, części do motocykli i rowerów, a także kanarki, gołębie, rybki, chomiki.
Do 1970 Rynek był w znacznej części niebrukowany, więc w porach deszczowych liczne kałuże i błoto utrudniały handel.
Po 1972 zaczęła się wielka przebudowa Chojen, niegdyś „Nowych”, a wtedy nazwanych „Starymi”. Zakazano handlu, rynek rozkopano, wyburzono wiele starych domów, wzniesiono pierwsze bloki przy ul. Lelewela i równoległych uliczkach. Osiedle nazwano od istniejącego tu wcześniej rynku.

### III Rzeczpospolita

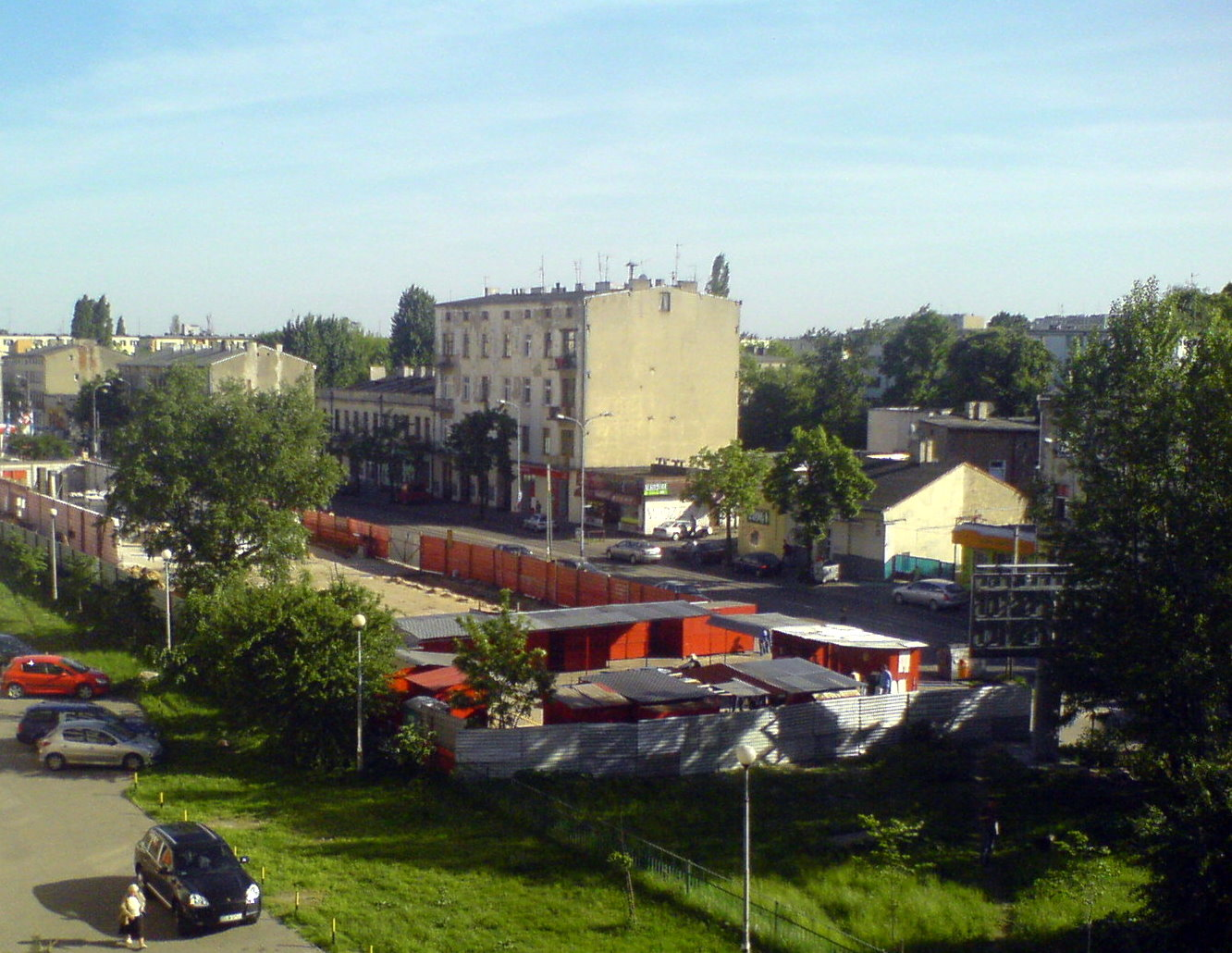
Część północna Rynku w trakcie przebudowy w maju 2008

Wiosną 2008 rozpoczęto przebudowę północnej części Czerwonego Rynku („Starego Czerwonego Rynku”). 6 grudnia otwarto nową halę targową przy ul. Rzgowskiej 64/66. Trwająca 7 miesięcy inwestycja sfinansowana została w pełni ze środków stowarzyszenia kupców. Powierzchnia obiektu wynosi 640 m². Klienci mogą robić zakupy na 24 stanowiskach handlowych o powierzchniach 14,5 m² i 19,5 m².
Obok hali targowej wybudowano drugi, nieco mniejszy pawilon – mieści  się w nim drogeria. Budynek ten został oddany do użytku w marcu 2009. Obydwie budowle nawiązują kolorystyką do nazwy rynku.

## Dojazd
Do Czerwonego Rynku można dojechać następującymi środkami komunikacji miejskiej:
- tramwaje: 5, 6, 15, 19
- autobusy (linie MPK): 52, 56, 70, 72AB, N3AB

## W pobliżu
- Plac Niepodległości
- Przychodnia Miejska przy ul. Leczniczej
- Parki
  - Park Miejski przy ul. Leczniczej
  - Park im. Jarosława Dąbrowskiego
  - Park im. Legionów
- Kościoły
  - Kościół pw. Matki Boskiej Anielskiej
  - Kościół pw. Przemienienia Pańskiego